# Хван Мін Хьон
У цьому корейському імені прізвище (Хван) стоїть перед особовим ім'ям.
Хван Мін Хьон (кор.: хангиль: 황민현, ханча: 黃旼炫; нар. 9 серпня 1995), відомий як Мінхьон, — південнокорейський співак, автор пісень і актор. Талант Хван Мінхьон був виявлений південнокорейським розважальним агентством Pledis Entertainment у віці п'ятнадцяти років. Після двох років навчання Мінхьон дебютував у 2012 році як учасник чоловічої групи NU'EST. У 2017 році він представляв Pledis Entertainment у телепередачі на виживання «Produce 101 Season 2» разом із трьома учасниками NU'EST, де він посів дев'яте місце та став учасником Wanna One.

## Кар'єра

### До дебюту
Мінхьон став стажером агентства Pledis Entertainment завдяки скаутингу. До свого дебюту, він став відомим після того, як знявся у відеокліпі Orange Caramel на їхній сингл «Shanghai Romance». Він також виступав у музичних релізах товаришів по лейблу як учасник «Pledis Boys».

### 2012—2016: NU'EST
15 березня 2012 року Мінхьон дебютував у складі NU'EST.
Він також з'явився на Сеульському тижні моди 2012–13 як модель для показу мод «Big Park» дизайнера Пак Юн Су.
У 2015 році Мінхьон знявся в новому треку інді-виконавця Фромма «Aftermath». У 2016 році Pledis Entertainment випустив кліп Мінхьона та JR на композицію «Daybreak», яка є частиною п'ятого міні-альбому Canvas гурту NU'EST.

### 2017—2018: «Produce 101» і Wanna One
У 2017 році NU'EST припинив усі рекламні акції, поки JR, Бекхо, Мінхьон і Рен брали участь у другому сезоні телепередачі «Produce 101».
У третій серії телепрограми Мінхьон обрав учасників для «Sorry Sorry Team 2», за що онлайн-коментатори прозвали його «продюсером» і «генеральним директором Хван». У змаганні «Позиція» він виконав кавер на пісню «Downpour» гурту I.O.I, і кількість переглядів його фан-камери досягла 1 мільйона за три дні. У змаганні «Концепт» він був центром команди «Never», яка зайняла перші місці в кількох музичних чартах. Наприкінці програми він посів 9 місце, ставши одним із останніх 11 учасників, які дебютували у Wanna One. Відповідно до контракту телепрограми, він проводив свою діяльність виключно як учасник гурту Wanna One протягом терміну контракту гурту на 1,5 роки.

### 2019–тепер: повернення до NU'EST, сольні проекти та сцена возз'єднання Wanna One
Хоча його контракт як учасника гурту Wanna One офіційно закінчився 31 грудня 2018 року, Мінхьон офіційно не повернувся до NU'EST до кінця січня 2019 року. Це трапилося через те, що Pledis і Swing Entertainment уклали угоду, яка дозволила йому відвідувати заплановані на кінець року шоу та церемонії нагородження протягом січня 2019 року як учасник гурту Wanna One. Його останньою діяльністю як учасника Wanna One перед поверненням до NU'EST був фінальний концерт (під назвою «Therefore»), який проходив протягом чотирьох днів і завершився 27 січня 2019 року.
1 лютого 2019 року він разом з рештою NU'EST оголосив про поновлення контракту з Pledis Entertainment.
15 березня Мінхьон виконав свою першу пісню після повернення до NU'EST, спеціальний цифровий сингл «A Song For You» на честь сьомої річниці їхнього дебюту.
3 квітня він випустив цифровий сольний сингл «Universe» як дорелізний сингл до першого камбеку гурту з 2016 року «Happily Ever After ». Сингл супроводжувався кліпом, знятим у Будапешті та Мілані. Пізніше того ж року Мінхьон дебютував у музичному театрі в ролі графа Акселя фон Ферсена в сеульському відновленні мюзиклу «Марія Антуанетта», який транслювався з серпня до листопада 2019 року.
26 червня 2020 року Мінхьон був обраний на головну роль Ко Ин Тхека в серіалі JTBC «Продовжити жити», яка виходив в ефір з листопада 2020 року по січень 2021 року.
Через день після випуску другого альбому NU'EST Romanticize у квітні 2021 року Pledis Entertainment оголосила, що він зіграє одну з головних ролей у майбутньому серіалі tvN «Алхімія душ», написаний сестрами Хон.
Після кількох днів спекуляцій, 15 листопада 2021 року було підтверджено, що Мінхьон разом з іншими учасниками Wanna One (окрім Лай Куан Ліна) возз'єднаються для спеціального сценічного виступу на Mnet Asian Music Awards 2021 у грудні 2021 року. У той час як CJ E&M оголосив, що ведуться розмови про концерт возз'єднання Wanna One і наступні альбоми, Pledis Entertainment уточнив, що Мінхьон виступатиме з Wanna One лише на Mnet Asian Music Awards у 2021 році, а потім повернеться до NU'EST і своїх сольних проектів.
5 грудня 2021 року Мінхьон випустив сингл «Я буду з тобою щодня» (кор. 모든 날을 너와 함께 할게), свій перший сольний OST до серіалу MBC «Червоний рукав».
28 лютого 2022 року було оголошено, що ексклюзивний контракт NU'EST з Pledis Entertainment закінчується 14 березня 2022 року і що Мінхьон і Бекхо продовжили свої контракти з агентством, тоді як учасники Арон, JR і Рен вирішили цього не робити.
24 березня 2022 року Мінхьон підтвердив чотирирічне продовження контракту з італійським брендом класу люкс Moncler.
У червні 2022 року Хван Мінхьон повернувся на малий екран із серіалом tvN «Алхімія душ».
У липні 2022 року Мінхьон оголосив, що проведе свою першу сольну фан-зустріч HWANG MIN HYUN FAN MEETING-My Summer у COEX Artium у Каннам-гу, Сеул, загальною тривалістю у 3 дні, починаючи з 12 серпня.

## Дискографія

### Сингли
| Назва                                                                      | Рік  | Пікові позиції | Продажі | Альбом                          |
| Назва                                                                      | Рік  | КОР            | Продажі | Альбом                          |
| -------------------------------------------------------------------------- | ---- | -------------- | ------- | ------------------------------- |
| «Love Letter» (Сон Там Бі & After School feat. Ара, Хєлім, Мінхьон, Бекхо) | 2011 | 37             | Н/Д     | «Happy Pledis 2nd Album»        |
| «Aftermath» (후유증) (FROMM feat. Мінхьон)                                 | 2015 | —              | Н/Д     | Сингл без альбому               |
| «Overcome Acoustic ver.» (Мінхьон та Джошуа)                               | 2016 | —              | Н/Д     | «Special Rendition — Q Project» |
| «Universe» (별의 언어)                                                     | 2019 | 88             | Н/Д     | «Happily Ever After»            |
| «Moonlight» (모든 밤 너에게)                                               | 2021 | 123            | Н/Д     | «Love Revolution X Minhyun»     |
| «Again» (다시 만나는 날에)                                                 | 2022 | —              | Н/Д     | «Votiz vol.3»                   |

### Саундтрек
| Назва                                                   | Рік       | Пікові позиції | Продажі | Альбом                                   |
| Назва                                                   | Рік       | КОР            | Продажі | Альбом                                   |
| ------------------------------------------------------- | --------- | -------------- | ------- | ---------------------------------------- |
| «I'll be with you every day» (모든 날을 너와 함께 할게) | 2021      | —              | Н/Д     | «The Red Sleeve OST»                     |
| «Tree (Just Watching You 2)» (나무 (바라만 본다 2))     | 2022-2023 | —              | Н/Д     | «Alchemy of Souls: Light and Shadow OST» |

## Фільмографія

### Фільми
| Рік      | Назва           | Роль       | Замітки         | Примітки |
| -------- | --------------- | ---------- | --------------- | -------- |
| 2016 рік | «Їхня відстань» | Нам Сан Су | Японський фільм | [ 34 ]   |

### Телесеріали
| Рік       | Назва                 | Роль        | Замітки                   | Мережа | Примітки |
| --------- | --------------------- | ----------- | ------------------------- | ------ | -------- |
| 2013–2014 | «Безрозсудна сім'я 3» | У ролі себе | Головний акторський склад | MBC    |          |
| 2020–2021 | «Продовжити жити»     | Ко Ин Тхек  | Головний акторський склад | JTBC   |          |
| 2022–2023 | «Алхімія душ»         | Со Юль      | Частина 1–2               | tvN    | [ 35 ]   |

### Телевізійні шоу
| Рік  | Назва                 | Роль             | Замітки | Мережа | Примітки |
| ---- | --------------------- | ---------------- | ------- | ------ | -------- |
| 2017 | «Produce 101 Сезон 2» | Конкурсант       |         | Mnet   | [ 36 ]   |
| 2019 | «UHSN»                | Ведучий          | з JR    | Mnet   | [ 37 ]   |
| 2023 | «Планета хлопців»     | Зірковий майстер |         | Mnet   | [ 38 ]   |

### Як ведучий
| Рік  | Назва                                       | Замітки             | Примітки |
| ---- | ------------------------------------------- | ------------------- | -------- |
| 2022 | «KCON Japan 2022»                           | 19–22 вересня       | [ 39 ]   |
| 2022 | Гала-концерт «Премії азійський артист 2022» | разом із Ябукі Нако | [ 40 ]   |

## Музичний театр
| Рік  | Назва              | Роль                   | Примітки      |
| ---- | ------------------ | ---------------------- | ------------- |
| 2019 | «Марія Антуанетта» | Граф Аксель фон Ферзен | [ 41 ] [ 42 ] |

## Нагороди та номінації
| Церемонія нагородження           | Рік  | Категорія                                    | Номінант / Робота  | Результат | Примітки      |
| -------------------------------- | ---- | -------------------------------------------- | ------------------ | --------- | ------------- |
| Asia Artist Awards               | 2021 | Нагорода за потенціал (Телесеріали/Фільми)   | «Продовжити жити»  | Перемога  | [ 43 ]        |
| Asia Artist Awards               | 2022 | Нагорода за популярність від IdolPlus, Актор | Хван Мін Хьон      | Номінація | [ 44 ]        |
| Asia Artist Awards               | 2022 | Нова хвиля, актор                            | «Алхімія душ»      | Перемога  | [ 45 ] [ 46 ] |
| Asia Artist Awards               | 2022 | Нагорода за кращу акторську гру              | «Алхімія душ»      | Перемога  | [ 45 ] [ 46 ] |
| Премія корейського мюзикла       | 2020 | Нагорода для чоловіків-новачків              | «Марія Антуанетта» | Номінація | [ 47 ]        |
| Melon Music Awards               | 2019 | Кращий танцювальний трек (чоловічий)         | «Universe»         | Номінація | [ 48 ]        |
| Премія Stagetalk вибір авдиторії | 2019 | Кращий новий актор                           | «Марія Антуанетта» | Перемога  | [ 49 ]        |